# Aeroporto di Buenos Aires-Ministro Pistarini
L'Aeroporto di Buenos Aires-Ministro Pistarini, chiamato anche Aeroporto Internazionale di Ezeiza dal nome della località in cui è situato, è un aeroporto situato a 22 km a sud est della capitale argentina Buenos Aires. Si tratta del più grande aeroporto del paese in termini di passeggeri (l'85% dei quali internazionali) e serve l'intera area metropolitana della capitale.

## Storia
La prima pietra dell'aeroporto fu posta nell'ottobre 1945 dall'allora Ministro dei Lavori Pubblici Juan Pistarini, al quale sarà poi intitolata la struttura. L'aeroporto, che era uno delle pietre miliari del piano quinquennale del presidente argentino Juan Domingo Perón, al momento della sua apertura era il terzo più grande al mondo.
Il 20 giugno 1973 i dintorni dell'aeroporto furono teatro di una strage, organizzata dall'ala estremista della destra peronista, e da alcuni elementi che portarono il paese in pochi anni alla dittatura militare di Videla, nel corso della quale persero la vita 13 persone e 365 furono ferite.
Nel 2017 sono iniziati i lavori di costruzione del nuovo terminal delle partenze. L'opera, il cui costo complessivo ammonta a 230.000.000 $, è stata finanziata dal gestore Aeropuertos Argentina 2000. Il cuore del nuovo terminal, la cui superficie complessiva è di 50.000 m², è una struttura vetrata lunga 190 m e larga 45 la cui forma richiama quella di un dirigibile. 
Dopo alcune sospensioni legate ad un incidente costato la vita ad un operaio e alla pandemia COVID-19, il nuovo terminal è stato inaugurato nell'aprile 2023. Al momento dell'inaugurazione, grazie alle nuove tecnologie introdotte, quello di Ezeiza è il terminal più moderno dell'intera America Latina.

## Strategia
L'aeroporto è hub per la compagnia aerea argentina Aerolíneas Argentinas.